# Gloria (Oriental Mindoro)
Gloria ist eine philippinische Stadtgemeinde in der Provinz Oriental Mindoro. Sie hat 45.073 Einwohner (Zensus 1. August 2015).

## Baranggays
Gloria ist administrativ in 27 Baranggays unterteilt.
| - Agsalin - Agos - Andres Bonifacio - Balete - Banus - Banutan - Buong Lupa - Bulaklakan - Gaudencio Antonino - Guimbonan - Kawit - Lucio Laurel - Macario Adriatico - Malamig | - Malayong - Maligaya (Pob.) - Malubay - Manguyang - Maragooc - Mirayan - Narra - Papandungin - San Antonio - Sta. Maria - Santa Theresa - Tambong - Alma Villa |